# Zenzelino dei Cassani
Zenzelino dei Cassani, italianizzazione del nome di Gancelin de Cassagnes (... – Avignone, 1334), è stato un giurista francese.
Docente di diritto canonico e cappellano di Arnaud de Via dal 1318, fu successivamente cappellano di Giovanni XXII. Lasciò commenti al Liber sextus, alle Clementine e alle Extravagantes.